# Eric Gordon England

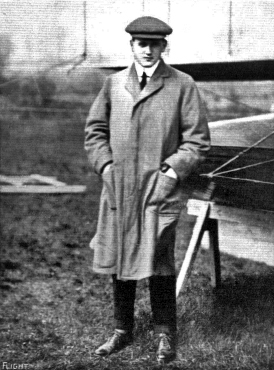
Gordon England 1913

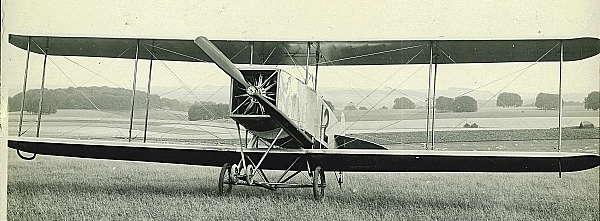
Die erste von zwei gebauten Bristol Gordon England G.E.2 beim Militärwettbewerb 1912 in Larkhill

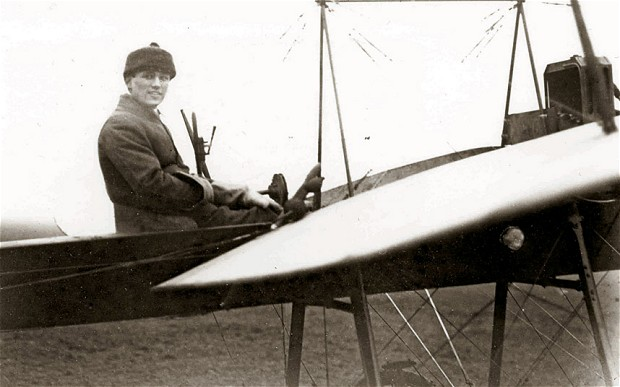
Gordon England in einem Hanriot Monoplane

Eric Cecil Gordon England (* 5. April 1891 in San Antonio de Padua de la Concordia; † 1. Februar 1976 in Bracknell) war ein britischer Ingenieur, Unternehmer, Flugpionier und Autorennfahrer.

## Ausbildung und Ingenieur
Gordon England kam in Argentinien zur Welt und kam 1901 mit seinen Eltern George und Amy England nach England. Er besuchte das Framlingham College und machte eine Ausbildung zum Maschinenbauer bei der Great Northern Railway unter Walter Owen Bentley.
Im Jahr 1908 begann die Karriere im Flugwesen. Er wurde Assistent von Noel Pemberton Billing und richtete mit ihm einen der ersten Flugplätze Großbritanniens ein. Bei José Weiss lernte er den Bau von Segelflugzeugen und machte 1911 in der Flugschule von Brooklands die Fluglizenz mit der Nummer 68. Im selben Jahr nahm er eine Anstellung als Pilot bei der Bristol Aeroplane Company an und wechselte bald ins Konstruktionsbüro. Er entwickelte Doppeldecker, die unter dem Namen Bristol Gordon England Doppeldecker bekannt wurden. Nach seinem Weggang von Bristol konstruierte er gemeinsam mit James Radley das Radley-England-Wasserflugzeug, das erste dreimotorige Flugzeug Großbritanniens. 1913 war England auch an der Konstruktion und dem Bau des ungewöhnlichen Kreisflügelflugzeugs Lee-Richards Annular Monoplane beteiligt. Während des Ersten Weltkriegs arbeitete er als Testpilot bei der Norman Thompson Flight Company und bei Frederick Sage & Company.

## Coachbuilder und Rennfahrer
Nach dem Ende des Ersten Weltkrieges wandte er sich in den 1920er-Jahren dem Automobilbau zu und baute Holzkarosserien für Austin-7-Fahrgestelle. Aus einer kleinen 1922 in Putney gegründeten Werkstätte wurde Gordon England Ltd. Bis zum Ende des Unternehmens 1930 lieferte der Karosseriebauer 20.000 Austin 7 aus.
1925 beteiligte er sich als Fahrer am 24-Stunden-Rennen von Le Mans. Gemeinsam mit Francis Samuelson startete er auf einem seiner Eigenbau-Austin. Nach einem Kühlerschaden fiel der Wagen früh im Rennen aus.

## Flieger
Eric Gordon England war ein Pionier des Segelflugs. Am 27. Juni 1909 erreichte er als Siebzehnjähriger mit Olive, einem der Weiss-Gleitflugzeuge, vom Amberley Mount in Sussex startend, im Hangaufwind eine Flughöhe von 100 Fuß. Der Flug gilt als einer der ersten Segelflüge.

## Späte Jahre
In den 1940er-Jahren war er als Geschäftsführer unterschiedlicher Unternehmen tätig, unter anderem war von 1935 bis 1942 Generaldirektor von General Aircraft Limited. 1945 kandidierte er für die sozialistische Common Wealth Party bei der Britischen Unterhauswahl 1945, erreichte aber kein Mandat.

## Statistik

### Le-Mans-Ergebnisse
| Jahr | Team           | Fahrzeug | Teamkollege       | Platzierung | Ausfallgrund |
| ---- | -------------- | -------- | ----------------- | ----------- | ------------ |
| 1925 | Gordon England | Austin 7 | Francis Samuelson | Ausfall     | Kühler       |